# Цветков, Игорь Аркадьевич
И́горь Арка́дьевич Цветко́в (9 мая 1935, Харьков, Украинская ССР — 3 сентября 2000, Санкт-Петербург, Россия) — советский и российский композитор, автор музыки к фильмам и театральным постановкам, популярных эстрадных песен. Член Союза композиторов России, Заслуженный деятель искусств РСФСР (1988), профессор.

## Биография
В 1960 году окончил Харьковскую консерваторию по классу композиции Заслуженного деятеля искусств Украинской ССР В. Н. Нахабина.
В 1968—2000 годах преподавал инструментовку на кафедре оркестрового дирижирования Санкт-Петербургского университета культуры и искусств, профессор.
Похоронен на Серафимовском кладбище Санкт-Петербурга.

## Творчество
Автор симфонии, фортепианного концерта, двух струнных квартетов и нескольких кантат, балетов и музыки к хореографическим номерам.
Писал музыку к театральным постановкам разных жанров («В 12 часов по ночам», «Любовь, любовь…», «Иностранец в Риме», «Пара гнедых» и другие спектакли Театра миниатюр Аркадия Райкина, Большого театра кукол).
Автор музыки более чем к тридцати кинофильмам.
Им написаны десятки песен, в том числе знаменитая «Золушка», привлекающих выразительными мелодиями и эффектной оркестровкой.
Произведения для оркестра русских народных инструментов исполняются многими оркестрами России.

### Музыка к фильмам
1. 1963 — В городе Пушкина
2. 1972 — Табачный капитан
3. 1973 — А вы любили когда-нибудь?
4. 1974 — Лев Гурыч Синичкин
5. 1975 — Воздухоплаватель (используемая музыка)
6. 1975 — Лавина
7. 1976 — Кадкина всякий знает
8. 1978 — Захудалое королевство
9. 1978 — Капроновая ёлочка (новелла в киноальманахе «Завьяловские чудики»)
10. 1978 — Остров Серафимы
11. 1978 — Трасса
12. 1979 — Прогулка, достойная мужчин
13. 1979 — Старшина
14. 1980 — Личной безопасности не гарантирую…
15. 1980 — Жизнь и приключения четырёх друзей
16. 1981 — Объявлен розыск…
17. 1981 — Похищение чародея
18. 1981 — Синяя ворона
19. 1982 — Влюблён по собственному желанию
20. 1982 — Грибной дождь
21. 1983 — Плыви, кораблик…
22. 1983 — Семь часов до гибели
23. 1984 — Букет мимозы и другие цветы
24. 1984 — Снег в июле
25. 1987 — Башня
26. 1987 — Мой боевой расчёт
27. 1988 — Передай дальше…
28. 1989 — Кончина
29. 1990 — Новая Шахерезада
30. 1990 — Сказка о потерянном времени
31. 1991 — Без правосудия
32. 1991 — Пока гром не грянет
33. 1992 — Деревня Хлюпово выходит из Союза
34. 1993 — Счастливый неудачник
35. 1994 — Рождённые свыше
36. 1995 — Русский паровоз
37. 1995 — Французский вальс
38. 1998 — Я первый тебя увидел

### Музыка к мультфильмам
- 1972 — Самый уважаемый
- 1976 — Будь моим слоном
- 1977 — Два медвежонка
- 1979 — Золушка
- 1981 — Мороз Иванович
- 1982 — Сладкий родник
- 1983 — Горе — не беда
- 1984 — Синеглазка
- 1986 — Улыбка Леонардо да Винчи
- 1988 — Жили-были дед и баба